# Yuan Chang

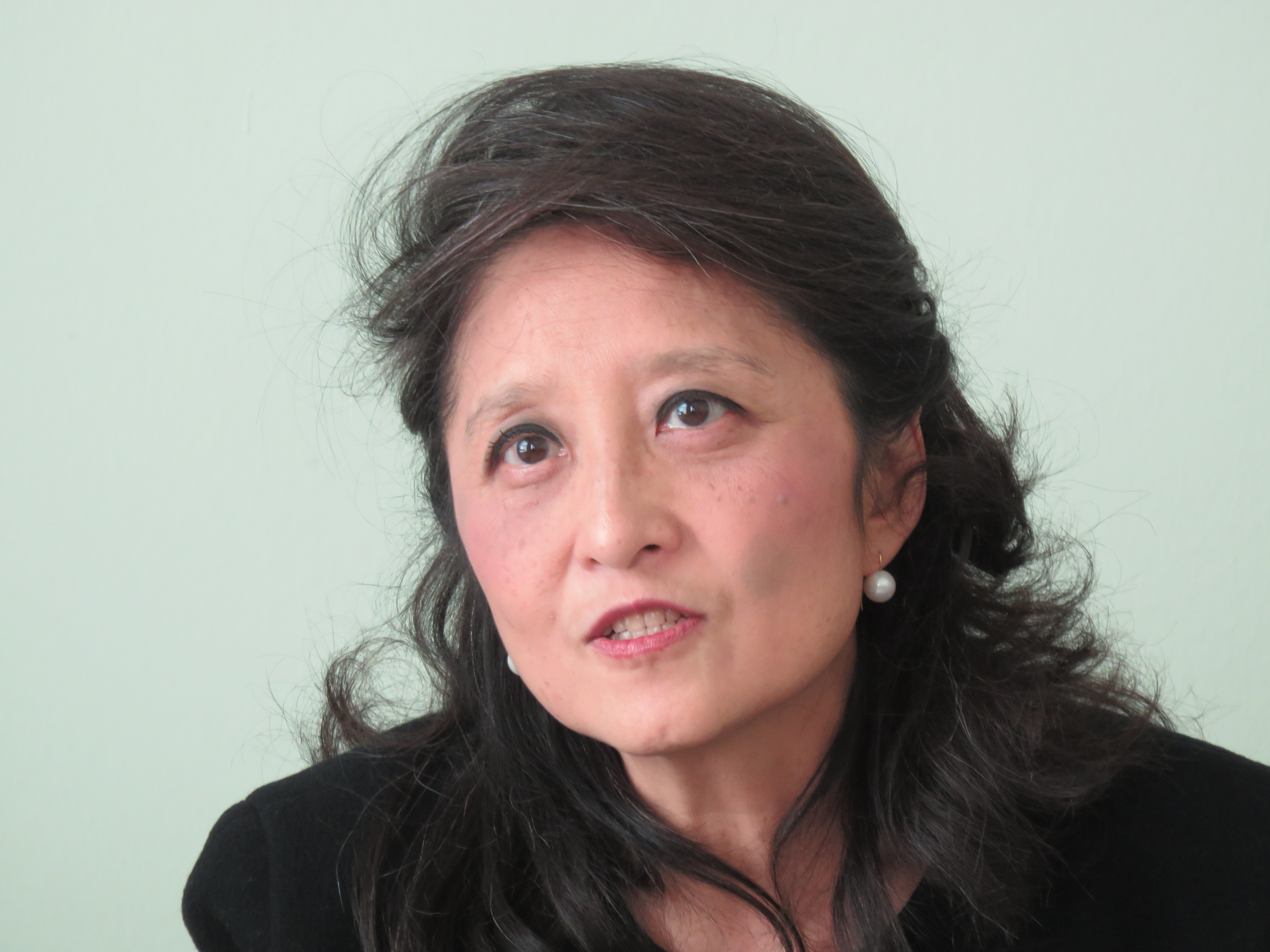
Yuan Chang, 2017

Yuan Chang (* 17. November 1959 in Taipei, Taiwan) ist eine chinesischstämmige US-amerikanische Virologin und Pathologin. Sie wurde international bekannt als Mit-Entdeckerin zweier Krebsviren bei Menschen. Seit März 2012 ist Chang Distinguished Professor of Pathology am Departement of Pathology der University of Pittsburgh.

## Leben
Yuan Chang zog als Kind mit ihren Eltern in die USA und wuchs in Salt Lake City auf. Von 1977 bis 1979 belegte sie zunächst Ostasienstudien und Molekularbiologie am Wellesley College in Wellesley (Massachusetts) und wechselte danach an die Stanford University, wo sie 1981 einen Bachelor-Abschluss im Fach Biologie erwarb. Im gleichen Jahr wechselte sie an die University of Utah, wo sie Medizin studierte und 1987 das M.D.-Examen bestand.
Von 1987 bis 1989 war sie als Resident in Anatomic Pathology am Departement of Pathology der University of California in San Francisco beschäftigt. Von 1989 bis 1992 befasste sie sich an der Stanford University bei Dikran Houroupian mit Neuropathologie und ging 1993 an die Columbia University, wo sie sich anfangs mit der Genetik von Gehirntumoren beschäftigte, ab dem Jahr 2000 als Professorin für Pathologie. Seit Juli 2002 ist Chan Professorin für Pathologie an der University of Pittsburgh (American Cancer Society-Professor für Pathologie).

## Forschung
An der Columbia University entdeckte sie mit ihrem Ehemann Patrick S. Moore 1994 das Humanes Herpesvirus 8 (HHV-8), anfangs benannt als Kaposi’s sarcoma-associated herpesvirus, KSHV. Sie wiesen nach, dass das Virus das Kaposi-Sarkom und das Lymphom seröser Körperhöhlen (Primary Effusion Lymphoma) verursacht. Chang sequenzierte auch das Virusgenom, was die Entwicklung von Tests ermöglichte und der Entdeckung der Proteine, die bei der Krebsverursachung durch das Virus eine Rolle spielen.
Mit einer in ihrem Labor entwickelten Technik zum Auffinden neuer menschlicher Tumorviren (Digital Transcriptome Subtraction, DTS) fanden Moore und Chang mit Huichen Feng und Masahiro Shuda einen weiteren menschlichen Tumorvirus, den Merkel-Zellen-Polyomavirus als wahrscheinlichem Verursacher des Merkelzellkarzinoms. Die bei der Suche nach dem Verursacher des Kaposi-Sarkoms benutzte Technik hatte auf der Überlegung beruht, das gesamte menschliche Genom vom Gesamtgenom der Tumorzellen zu subtrahieren, so dass im besten Fall nur jene DNA als „Rest“ übrig bleibt, die nicht zum Genom des Menschen, sondern zum Genom des Virus gehört. Die Identifizierung des Polyomavirus gelang mit einer modifizierten Strategie, bei der nur die mRNA betrachtet wurde.

## Ehrungen
Mit Patrick S. Moore erhielt Yuan Chang 1998 den Robert-Koch-Preis und 2003 den Charles S. Mott Prize for Cancer Research von General Motors. Ferner erhielt sie u. a. den Award of Excellence in Science and Technology des New Yorker Bürgermeisters (1999), den Meyenburg-Preis (1997), den Paul Marks Prize for Cancer Research (2003) und den Carnegie Life Science Award (2009).
2017 wurden Chang und Moore der Paul-Ehrlich-und-Ludwig-Darmstaedter-Preis und der Passano Award zuerkannt.
Yuan Chang ist u. a. gewähltes Mitglied der American Society for Clinical Investigation (seit 2004), der American Academy of Microbiologie (seit 2010), der National Academy of Sciences (seit 2012), der Association of American Physicians (seit 2014) und der American Academy of Arts and Sciences (2024). Ferner gehört  sie seit 2015 dem National Cancer Advisory Board (NCAB) der USA an.
Seit 2017 zählt sie Clarivate Analytics aufgrund der Zahl ihrer Zitationen zu den Favoriten auf einen Nobelpreis für Physiologie oder Medizin (Clarivate Citation Laureates, früher Thomson Reuters Citation Laureates).